# Neomochtherus mendax
Neomochtherus mendax är en tvåvingeart som beskrevs av Tsacas 1969. Neomochtherus mendax ingår i släktet Neomochtherus och familjen rovflugor. Inga underarter finns listade i Catalogue of Life.